# Gabriel Boric
Gabriel Boric Font (Punta Arenas, 1986. február 11. –) chilei politikus, 2022-től Chile elnöke, aki a Méltóság Erősítése baloldali pártszövetség jelöltjeként 2021. december 19-én megnyerte a 2021-es időközi elnökválasztás második fordulóját.

## Életpályája
1986-ban, egy horvát–katalán származású középosztálybeli, balközép érzelmű családba született, az ország távoli déli csücskén lévő, patagóniai Punta Arenasban. A helyi brit kolónia általános és középiskolájába járt, de a jogi egyetemet már Santiagóban végezte. Az ügyvédi vizsgát azonban nem tette le, mert elragadta a politika.
2012-ben a Chilei Egyetem diákszövetségének elnöke volt, és a hallgatói szövetség képviselőjeként a 2011–2013-as chilei diáktüntetések egyik vezéralakja. Kétszer is beválasztották a képviselőházba, a Magellán-szoros és Chilei Antarktika régió képviselője volt. Első alkalommal, 2013-ban független jelöltként, majd másodszor, 2017-ben a egy baloldali pártszövetség tagjaként választották képviselővé.
Boric egyike volt azon politikusoknak, akik kulcsszerepet játszottak az eredetileg a tömegközlekedési tarifák emelése miatt kirobbant tüntetések utáni alkotmánymódosító népszavazás kidolgozásában. 2021-ben a Méltóság Erősítése (AD – Apruebo Dignidad) baloldali pártszövetség elnökjelöltjévé választotta. Az elnökválasztás első fordulójában 25,8%-os eredménnyel második lett, a választás 2021. december 19-én megtartott második fordulójában azonban 55,87%-os szavazataránnyal legyőzte a jobboldali Keresztényszociális Front jelöltjét, José Antonio Kastot.
Chile történetének legfiatalabb elnökeként iktatták be 2022. március 11-én.